# Brian Drummond
Brian Drummond (Salmon Arm, 8. kolovoza, 1969.), američki je glumac.

## Vanjske poveznice
- Brian Drummond na IMDB-u